# Питерборо (Онтарио)
Питерборо (енгл. Peterborough) је град у Канади у покрајини Онтарио. Према резултатима пописа 2011. у граду је живело 78.698 становника.

## Становништво
Према резултатима пописа становништва из 2011. у граду је живело 78.698 становника, што је за 4,4% више у односу на попис из 2006. када је регистровано 75.406 житеља.
| 2006.  | 2011.  | 2016.  |
| ------ | ------ | ------ |
| 75.406 | 78.698 | 81.032 |